# Ibros
Ibros is een gemeente in de Spaanse provincie Jaén in de regio Andalusië met een oppervlakte van 56 km². In 2001 telde Ibros 3115 inwoners.